# Gouvernement Rõivas I
 (août 2023).
Si vous disposez d'ouvrages ou d'articles de référence ou si vous connaissez des sites web de qualité traitant du thème abordé ici, merci de compléter l'article en donnant les références utiles à sa vérifiabilité et en les liant à la section « Notes et références ».
République d'Estonie
Ansip III Rõivas II
Le gouvernement Rõivas I (en estonien : Taavi Rõivase esimene valitsus) est le gouvernement de la république d'Estonie entre le 26 mars 2014 et le 9 avril 2015, durant la XIIe législature du Riigikogu.

## Coalition et historique
Dirigé par le nouveau Premier ministre libéral Taavi Rõivas, précédemment ministre des Affaires sociales, ce gouvernement est constitué et soutenu par une coalition entre le Parti de la réforme d'Estonie (ERE) et le Parti social-démocrate (SDE). Ensemble, ils disposent de 52 députés sur 101, soit 51,5 % des sièges du Riigikogu.
Il est formé à la suite de la démission du Premier ministre libéral Andrus Ansip, au pouvoir depuis avril 2005.
Il succède donc au gouvernement Ansip III, constitué et soutenu par une coalition entre le Parti de la réforme d'Estonie et l'Union pour la patrie et Res Publica (IRL).

### Formation
Le 23 février 2014, Ansip annonce sa volonté de démissionner pour le 4 mars suivant, après avoir établi le record estonien et balte de longévité à la tête du gouvernement. Le bureau du parti choisit trois semaines plus tard le ministre des Affaires sociales pour prendre sa succession. Ce dernier décide de bâtir une nouvelle majorité parlementaire en changeant de partenaire : c'est ainsi que le SDE prend la suite de l'IRL.
L'exécutif prend officiellement ses fonctions le 26 mars. À cette occasion, le poste de ministre des Affaires régionales disparaît, tandis que sont créés les postes de ministre du Commerce extérieur et de ministre de la Santé.

### Succession
À l'occasion des élections législatives du 1er mars 2015, le Parti de la réforme perd trois députés et le Parti social-démocrate en abandonne quatre. Ayant perdu leur majorité, les deux formations au pouvoir se tournent vers l'Union de la patrie. Les négociations se révélant concluantes, le gouvernement Rõivas II est officiellement nommé le 9 avril suivant.

## Composition
- Par rapport au gouvernement Ansip III, les nouveaux ministres sont indiqués en gras, ceux ayant changé d'attributions en italique.

| Fonction                                                 | Titulaire | Titulaire | Titulaire                                    | Parti |
| -------------------------------------------------------- | --------- | --------- | -------------------------------------------- | ----- |
| Premier ministre                                         |           |           | Taavi Rõivas                                 | ERE   |
| Ministre de l'Éducation et de la Recherche               |           |           | Jevgeni Ossinovski                           | SDE   |
| Ministre de la Justice                                   |           |           | Andres Anvelt                                | SDE   |
| Ministre de la Défense                                   |           |           | Sven Mikser                                  | SDE   |
| Ministre de l'Environnement                              |           |           | Keit Pentus-Rosimannus (jusqu'au 17/11/2014) | ERE   |
| Ministre de l'Environnement                              |           |           | Mati Raidma                                  | ERE   |
| Ministre de la Culture                                   |           |           | Urve Tiidus                                  | ERE   |
| Ministre des Affaires économiques et des Infrastructures |           |           | Urve Palo                                    | SDE   |
| Ministre du Commerce extérieur et des Entreprises        |           |           | Anne Sulling                                 | ERE   |
| Ministre de l'Agriculture                                |           |           | Andres Anvelt (a.i. jusqu'au 07/04/2014)     | SDE   |
| Ministre de l'Agriculture                                |           |           | Ivari Padar                                  | SDE   |
| Ministre des Finances                                    |           |           | Jürgen Ligi (jusqu'au 03/11/2014)            | ERE   |
| Ministre des Finances                                    |           |           | Maris Lauri                                  | ERE   |
| Ministre de l'Intérieur                                  |           |           | Hanno Pevkur                                 | ERE   |
| Ministre de la Protection sociale                        |           |           | Helmen Kütt                                  | SDE   |
| Ministre de la Santé et du Travail                       |           |           | Urmas Kruuse                                 | ERE   |
| Ministre des Affaires étrangères                         |           |           | Urmas Paet (jusqu'au 03/11/2014)             | ERE   |
| Ministre des Affaires étrangères                         |           |           | Anne Sulling (a.i. jusqu'au 17/11/2014)      | ERE   |
| Ministre des Affaires étrangères                         |           |           | Keit Pentus-Rosimannus                       | ERE   |